# Calitys minor
Calitys minor là một loài bọ cánh cứng trong họ Trogossitidae. Loài này được Hatch miêu tả khoa học năm 1962.